# Lac de Rio di Pusteria
Le lac de Rio di Pusteria (Lago di Rio di Pusteria en italien, Mühlbacher See en allemand) est un bassin artificiel situé à proximité immédiate de la commune de Rio di Pusteria, dans le Trentin-Haut-Adige (Italie).
Le barrage qui bloque le cours naturel de la rivière Rienza a été construit en 1940 pour répondre aux besoins énergétiques croissants. Son projet a été développé parallèlement à celui du barrage sur l'Isarco qui a généré le lac de Fortezza. Ainsi, deux réservoirs ont été créés pour acheminer l'eau (également à travers des tunnels souterrains) vers la centrale hydroélectrique du sous-sol de Bressanone.
Au-dessus du barrage, une route a été construite. Elle constitue l'unique voie d'accès à la ville de Rodengo et au château homonyme.

## Données techniques
Les données techniques sont les suivantes :
- Surface : 0,26 km2
- Surface du bassin versant : 2 008 km2
- Altitude au réglage maximal : 723 m
- Altitude maximale du bassin versant : 3 496 m
- Profondeur maximale : 18 m
- Volume : 1,77 million de mètres3